# Нервно-паралитические отравляющие вещества
Боевые отравляющие вещества нервно-паралитического действия — группа фосфорорганических соединений (органофосфатов, ФОС, ФОВ), применяемых в качестве поражающего элемента в химическом оружии. Наиболее токсичный класс БОВ. Впервые синтезированы в Германии в 1936 году, запрещены к производству и хранению Конвенцией о запрещении химического оружия от 1993 года. В наиболее значительных количествах были представлены в арсеналах России и США. По заявлениям властей, Россия полностью уничтожила запасы химического оружия в 2017 году, США ликвидировали последние запасы в 2023 году.

## История создания
Первые фосфорорганические соединения были получены французским учёным Л.-Ж. Тенаром в 1846 году. В XIX веке имелось два центра по исследованию фосфорорганических соединений: один центр в России — в Казани, где работал Александр Арбузов, другой — в Германии, в Ростоке, под руководством Леонора Михаэлиса. В 1905 году Арбузов открыл способ получения эфиров фосфорной кислоты («перегруппировка Арбузова»), способствовавший дальнейшему прогрессу исследований в области химии органических соединений фосфора. Впервые клиника отравления фосфорорганическими соединениями была опубликована в 1932 году доцентом Берлинского университета Вилли Ланге и студенткой Гердой Крюгер в монографии «Об эфирах монофторфосфорных кислот».

### Открытие
С 1934 года группа учёных под руководством доктора Герхарда Шрадера занималась разработкой новых типов инсектицидов в лаборатории конгломерата IG Farben в Леверкузене. В ходе исследований, направленных на повышение эффективности инсектицидов, Шрадер экспериментировал с фосфорорганическими соединениями, которые уничтожали насекомых, воздействуя на их нервную систему. В одном из экспериментов в январе 1936 года при взаимодействии хлорокиси фосфора с диметиламином, этанолом и цианистым калием был синтезирован этиловый эфир диметиламида цианофосфорной кислоты. Вещество продемонстрировало высочайшую эффективность: 5 пропромилле (5 мг на килограмм веса) вещества уничтожило всех лабораторных вшей, которых Шрадер использовал для проверки новых соединений. Вещество получило обозначение табун.
В январе 1937 года при работе с табуном произошёл несчастный случай: ёмкость с веществом оказалась неплотно закрытой, и капля табуна упала на лабораторный стол. В лаборатории находились сам Шрадер и его лаборант. В течение нескольких минут после разлива у обоих появился миоз, головокружение и спёртость дыхания. На выздоровление у них ушло три недели. Немецкий закон об обороне от 21 мая 1935 года обязывал обо всех открытиях, которые имеют потенциальное военное значение, докладывать в министерство обороны. Выйдя на работу, Шрадер направил образец табуна в отдел химического оружия Управления вооружений сухопутных сил в Берлине. После того, как Шрадера пригласили в химическую лабораторию Вермахта для проведения демонстрации табуна, его патентная заявка и вся сопутствующая документация были засекречены. Шрадеру дали новую лабораторию в Вуппертале, где он уже в тайне продолжил работы по фосфорорганическим соединениям.
В 1938 году группа Шрадера синтезировала ещё более токсичное вещество — изопропиловый эфир метилфторфосфоновой кислоты. Ему дали название по фамилиям учёных, работавших над его созданием: Шрадер (нем. Schrader), Амброс, Рюдигер и Ван дер Линде — зарин. Зарин оказался более чем в 10 раз эффективней табуна. В 1944 году уже под руководством нобелевского лауреата Рихарда Куна был открыт ещё более токсичный и более стойкий пинаколиловый эфир метилфторфосфоновой кислоты — зоман. Последним фосфорорганическим соединением, открытым в Вуппертале, был циклозарин — самый сильнодействующий и стойкий из всех.

### Производство
Ограниченное промышленное производство НПОВ было развёрнуто в 1939 году в Мюнстер-Лагере. В январе 1940 года началось строительство крупного завода по производству табуна в Бжег-Дольном, в 40 км от Вроцлава. Мощностей химзавода, получившего название «Хохверк», хватало на самостоятельное производство как всех прекурсоров, так и собственно табуна. Здесь же было организовано производство боеприпасов с химической боевой частью. Сложности с организацией производства привели к тому, что в полную силу завод заработал лишь летом 1942 года. К примеру, вначале стенки заводских реакционных камер изначально не имели кварцевого и серебряного покрытия, и из-за агрессивности прекурсоров они очень быстро приходили в негодность. Токсичность самого табуна заставила прибегнуть к оригинальным мерам предосторожности: реакция проводилась в камере с двойной стеклянной обкладкой, между слоями которой постоянно циркулировал сжатый воздух.
Всего на «Хохверке» было занято около 3000 человек. Несмотря на многочисленные меры по обеспечению техники безопасности, известно по крайней мере о трёхстах несчастных случаях ещё до выхода завода на проектную мощность. Известно, в том числе, о многочисленных летальных исходах при неосторожном обращении с оборудованием и защитным обмундированием. Среди крупнейших происшествий гибель пятерых и тяжёлое отравление минимум двоих рабочих при разрыве трубопровода, по которому шёл табун. Газ находился в жидком состоянии, но его напора хватило, чтобы проникнуть сквозь респираторы пострадавших. Суммарная наработка табуна до конца войны на «Хохверке» составила около 12 тысяч тонн.
Подготовка промышленного производства зарина началась в 1940 году. В течение войны зарин производился ограниченно в нескольких лабораториях. Строительство крупного промышленного предприятия по типу «Хохверка» до конца войны так и не было закончено. Общая наработка зарина в Германии оценивается от 0,5 до 10 тонн.
Считается, что немецкое руководство полагало, что союзникам по антигитлеровской коалиции было известно об изготовлении НПОВ в Германии, а отсутствие какой-либо информации на этот счёт в научных публикациях списывалось на соблюдение строжайшей секретности. В действительности же об этих работах ничего не было известно вплоть до того момента, когда советские войска освободили Силезию и обнаружили химзавод в Бжег-Дольном. Несмотря на то, что бо́льшую часть войны Германия располагала артиллерийскими снарядами с химическими БЧ, заправленными табуном, зарином и зоманом, это оружие ни разу не было применено Вермахтом. Возможно, табун применялся в «исследовательских» целях в немецких лагерях смерти.

### После войны
После разгрома Германии с оккупированных территорий союзниками были вывезены значительные запасы наработанных отравляющих веществ, в том числе нервно-паралитических, химических боеприпасов, а также средства их производства. Так, захваченный советскими войсками завод в Бжег-Дольном со всеми запасами был вывезен в СССР; англо-американские войска захватили в общей сложности десятки тысяч тонн отравляющих веществ. Позже, в 1950-х, британцы затопили свою часть захваченных запасов в Атлантическом океане. Союзниками не были обнаружены следы разработки и производства циклозарина, однако он был повторно открыт в 1949 году.
Работы по фосфорорганическим соединениям продолжались одновременно в США, СССР, Швеции и Великобритании. В 1954 году британская компания Imperial Chemical Industries разработала очень эффективный пестицид — сложный эфир тиофосфорной кислоты, выпустив его на рынок под торговой маркой «Амитон», однако его токсичность делала невозможным его применение в сельском хозяйстве. Образцы «амитона» были переданы в военную химическую лабораторию в Портон-Дауне, где на его основе была разработана новая серия нервно-паралитических отравляющих веществ, по своим боевым качествам намного превосходивших «немецкие». Из всех этих веществ наиболее перспективным был признан синтезированный в 1955 году S-2-диизопропиламиноэтиловый О-этиловый эфир метилтиофосфоновой кислоты.
В 1958 году британское правительство продало все полученные технологии США в обмен на содействие в создании стратегических ядерных сил, и американцы начали промышленное производство данного вещества, обозначив его шифром VX. Параллельно, в 1963 году Сергеем Ивиным, Леонидом Соборовским и Ией Шилаковой был синтезирован S-диэтиламиноэтиловый О-2-метилпропиловый эфир метилтиофосфоновой кислоты, схожий по боевым свойствам с VX, получивший обозначение Р-33. В течение всей Холодной войны СССР и США продолжали производство этих веществ, суммарно наработав несколько десятков тысяч тонн.
По неподтверждённым официальными источниками сведениям (Лев Фёдоров, Вил Мирзаянов) в 1970-х в СССР началась работа по созданию серии НПОВ третьего поколения под общим обозначением «Новичок». По утверждению самого Мирзаянова, эти работы продолжались, по меньшей мере, до 90-х годов включительно.

## Физико-химические свойства
Несмотря на то, что нервно-паралитические отравляющие вещества часто называют газами, нормальное агрегатное состояние всех из них — жидкое. Температура кипения различается от +150° у зарина до почти +300° у веществ V-серии. Органофосфаты немного тяжелей и плотней воды с удельным весом от 1,01 у зомана до 1,09 у зарина; растворимы в жирах, липидах и органических растворителях. VX и VR практически нерастворимы в воде, зоман — ограниченно, зарин — полностью. Применяются нервно-паралитические вещества также не в газовом состоянии, а в форме аэрозоля. Тонкодисперсный аэрозоль наиболее эффективен при воздействии через органы дыхания, грубодисперсный — через кожный покров и одежду.
К нервно-паралитическим отравляющим веществам относятся производные фосфорной и алкилфосфоновых кислот общей формулы , где R — алкил или алкоксигруппа; R1 — алкоксигруппа, алкильная группа, меркаптогруппа, либо замещённая при атоме азота аминогруппа; Х — заместитель, связь которого с атомом фосфора менее устойчива по сравнению с R и R1. Это могут быть F, CN, ацилоксигруппа, диалкиламиноэтилмеркаптогруппа, нитрофеноксигруппа, остаток замещённых фосфорной или алкилфосфоновых кислот.

## Боевые свойства
Химическое оружие — наряду с ядерным и бактериологическим, одно из типов оружия массового поражения. В доктринальных и руководящих военных документах XX века применением нервно-паралитических отравляющих веществ предполагалось решать следующие задачи:
- поражение (уничтожение или вывод из строя) живой силы противника, снижение его боеспособности, а также заражение местности или боевой техники и другого военного имущества для затруднения использования их противником;
- нападение на важные военные, оборонные и гражданские объекты без их разрушения;
- поражение малоразмерных целей, нанесение ядерного удара по которым нецелесообразно;
- подавление живой силы, находящейся в негерметизированных убежищах, танках и других укрытиях, обеспечивающих определённую степень защиты от поражающих факторов ядерного оружия и воздействия обычных видов боеприпасов.

К числу боевых свойств и специфических особенностей НПОВ относятся: высокая токсичность ОВ, позволяющая в крайне малых дозах вызывать тяжёлые и смертельные поражения; биохимический механизм поражающего действия ОВ на живой организм; длительность действия, ввиду способности ОВ сохранять определённое время свои поражающие свойства на местности, вооружении, военной технике и в атмосфере; трудность своевременного обнаружения факта применения противником ОВ и установления его типа; возможность управления характером и степенью поражения живой силы; необходимость использования для защиты от поражения и ликвидации последствий применения химического оружия разнообразного комплекса специальных средств химической разведки, индивидуальной и коллективной защиты, дегазации, санитарной обработки, антидотов.

### Формы применения
Нервно-паралитические отравляющие вещества могут применяться средствами артиллерии, авиации и ракетами в кассетном снаряжении химических боевых частей.
В Вооружённых силах США в качестве средств доставки НПОВ применялись 115-мм неуправляемые ракетные снаряды M55. Их пуск осуществлялся специально разработанной для этого буксируемой пусковой установкой M91. На ПУ смонтировано 45 направляющих. Залп батареи в составе восьми таких установок способен был обеспечить среднесмертельную концентрацию вещества на площади не менее 50 гектар. В случае применения в качестве НПОВ зарина расход вещества составил бы 1800 кг. По тем же расчётам, если при высокой степени обученности и защищённости личного состава количество смертельно поражённых составило бы около 5 %, то при слабой — около 70 %.
Авиация способна осуществлять доставку НПОВ на гораздо больших площадях. Известно, что при применении истребителем-бомбардировщиком типа F-105 750-фунтовых бомб с зарином площадь поражения составляет около 3 км². Боевые возможности эскадрильи бомбардировщиков типа B-52D при применении таких же бомб достигают 17 км².
При применении НПОВ из выливных авиационных приборов предполагается внезапный, по возможности незаметный для противника выход самолётов на цель на предельно малых высотах (до 100 м) и больших скоростях. Характерными целями для применения ОВ авиацией являются колонны войск на марше, районы сосредоточения войск, аэродромы, объекты тыла. Выпуск ОВ из одного ВАП осуществляется за несколько секунд, что позволяет создать источник заражения длиной около 1,5 км. Глубина площади, на которой будут наблюдаться первичные поражения незащищённой живой силы, может достигать 5—10 км в зависимости от скорости ветра. Так, в результате вылива одной тонны VX по живой силе со слабой степенью защищённости (размер цели 1,2x0,5 км) потери в районе применения составят 100 %, из них до 90 % со смертельным исходом и тяжёлыми поражениями. В зоне распространения аэрозоля по направлению ветра на удалении 5 км тяжёлые и смертельные поражения могут получить до 20 % и лёгкие — до 80 % личного состава. Даже на удалении 10 км от места применения до 20 % личного состава получат поражения лёгкой степени. Войска рядом с местом взрыва нередко не успевают надеть противогаз и очень быстро теряют боеспособность.
Также, одним из наиболее эффективных средств боевого применения НПОВ стало ракетное оружие. В СССР химической боевой частью оборудовались ракеты оперативно-тактических ракетных комплексов «Эльбрус», «Луна/Луна-М», «Темп-С». Кроме того, ракетными снарядами с химической БЧ могли оснащаться все советские РСЗО. В США для этих же целей использовались ракеты MGR-1 и MGR-3.

### Случаи применения
Достоверно известно о двух случаях масштабного применения нервно-паралитических отравляющих веществ, причём в обоих случаях — по мирным жителям.
Первый такой случай произошёл 16 марта 1988 года. ВВС Ирака подвергли бомбардировке город Халабджа в провинции Иракский Курдистан. По известным сведениям, в течение пяти часов было предпринято не менее четырнадцати налётов. Применялись авиабомбы, снаряжённые зарином, табуном и VX. Так, выжившие свидетели описывали характерные для НПОВ симптомы поражения, а также указывали на ярко выраженный запах переспелых яблок в первые минуты бомбёжки. По самым максимальным оценкам число жертв этой атаки превысило 15 тысяч человек.
20 марта 1995 года религиозной сектой Аум Синрикё был совершён теракт в Токийском метро с применением зарина. Террористы использовали несколько герметичных пакетов ёмкостью в 1 литр, которые были проткнуты ими внутри нескольких вагонов метро. Погибшие (13 человек) получили тяжёлое отравление парами зарина, разлитого на полу, при этом ещё около 6 тысяч человек получили отравление различных степеней тяжести. Вероятнее всего, если бы зарин был использован в форме аэрозоля, количество жертв было бы несоизмеримо бо́льшим.

## Физиологическое воздействие
Все отравляющие вещества нервно-паралитического действия вызывают отравление при любом виде воздействия: ингаляционном, пероральном и при резорбции через кожу. При этом различается лишь значение их среднесмертельной концентрации.

### Антихолинэстеразное воздействие
Фосфорорганические соединения являются ингибиторами холинэстеразы. Основным механизмом действия ФОС является избирательное угнетение ими фермента ацетилхолинэстеразы, которая катализирует гидролиз ацетилхолина — медиатора нервного возбуждения. Гидролиз ацетилхолина в здоровом организме происходит постоянно и необходим для прекращения передачи нервного импульса, что позволяет мышце возвращаться в состояние покоя. Образующаяся при отравлении органофосфатом фосфорилированная холинэстераза в отличие от ацетилированной является прочным соединением и не подвергается самопроизвольному гидролизу. Процесс ингибирования холинэстеразы является двухэтапным. На первом этапе, происходит обратимое, то есть непрочное блокирование, на втором этапе наступает необратимое блокирование фермента.
Таким образом, под влиянием антихолинэстеразных веществ тормозится разрушение молекул ацетилхолина и он продолжает оказывать непрерывное действие на холинорецепторы. Отравление НПОВ приводит к генерализованному перевозбуждению холинорецепторов, вызванное интоксикацией эндогенным (имеющим внутреннее происхождение) ацетилхолином. Ацетилхолин начинает непрерывно возбуждать холинэргические (чувствительные к его действию) рецепторы, вызывая вначале сильное возбуждение, а затем паралич функции органов и тканей. В этой связи основные симптомы отравления НПОВ можно трактовать как проявление избыточной, нецелесообразной для организма деятельности ряда структур и органов, которая обеспечивается ацетилхолиновой медиацией. В первую очередь это нервные клетки, поперечно-полосатые и гладкие мышцы, а также различные железы.

### Прямое воздействие на холинорецепторы
В настоящее время имеются доказательства непосредственного возбуждающего влияния НПОВ на холинорецепторы. Считается, что
прямое действие органофосфатов на холинорецепторы проявляется при высоких токсических дозах отравляющего вещества и выражается преимущественно в прямом возбуждении (параличе) Н-холинореактивных (никотиночувствительных) систем, отчего в свою очередь зависят никотиноподобные эффекты отравления. В то же время мускариноподобное действие с достаточным основанием теперь рассматривается как результат ингибирования холинэстеразы.
При введении минимальных токсических доз НПОВ раньше проявляется антихолинэстеразное действие, что обусловливает картину возбуждения М-холинореактивных (мускариночувствительных) систем. Антихолинэстеразный механизм является ведущим и всегда предшествует прямому действию отравляющего вещества. Поэтому некоторые исследователи считают его пусковым механизмом. У некоторых представителей органофосфатов (например, зоман) прямое действие на Н-холинореактивные системы выражено сильнее, чем у зарина. Это откладывает своеобразный отпечаток на всю картину отравления.

### Нехолинэргические механизмы воздействия
Нервно-паралитические отравляющие вещества способны непосредственно взаимодействовать с некоторыми ферментами, не относящимися к холинэстеразе, и с биологическими структурами, не являющимися холинорецепторами.
В высоких концентрациях органофосфаты могут тормозить активность кислой и в меньшей степени щелочной фосфатазы. Известно, что повышение активности щелочной фосфатазы сыворотки крови играет важную роль в процессе детоксикации. ФОС обладают способностью фосфорилировать белки. С фосфорилированием некоторых белков ЦНС связывают нейротоксическое действие нервно-паралитических отравляющих веществ. Взаимодействие ФОС с белками может обусловить также их аллергенное действие. Установлено влияние органофосфатов на активность протеолитических ферментов трипсина и химотрипсина. Фазные изменения содержания адреналина, в мозговой ткани позволяют сравнивать патологический процесс с травматическим шоком. Исключительный по силе выраженности болевой синдром при интоксикации ФОС сопровождается резким увеличением содержания в мозговой ткани серотонина, являющегося медиатором болевого чувства. При этом повышение уровня серотонина является патологической, а не защитной, как в большинстве случаев, реакцией.
Нехолинэргические механизмы играют обычно большую роль в действии менее токсичных органофосфатов, к которым относятся многие пестициды, например дихлофос. Часто этот компонент проявляется при повторном поступлении в организм небольших доз препарата, неспособных вызвать выраженные холинэргические реакции.

### Клиническая картина
Последовательность развития симптомов поражения тесно связана с путями поступления ФОВ в организм, с величиной поражающей дозы и с особенностями действия различных ФОВ, прежде всего, с их химической стойкостью в биологических средах и с различной скоростью преодоления ими защитно-физиологических барьеров — гистогематического и гематоэнцефалического. В зависимости от путей поступления выделяют ингаляционную, перкутанную, желудочно-кишечную формы.
В зависимости от степени отравления различаются в первую очередь показатели активности холинэстеразы. По степени тяжести различаются:
- лёгкая степень (миотическая, диспноэтическая, кардиальная, желудочно-кишечная, невротическая формы);
- средняя степень (бронхоспастическая форма);
- тяжёлая степень (генерализованная форма)[3].

По течению может быть:
- острая форма (может иметь молниеносное течение и замедленное);
- хроническая форма[3].

Лёгкая степень поражения возникает через несколько минут после воздействия вещества. Лёгкое отравление характеризуется эмоциальной лабильностью. Преобладают симптомы, связанные с расстройством зрения — понижение остроты зрения, миоз, слезотечение, понижение внутриглазного давления, гиперемия конъюнктив. Иногда наблюдаются боли за грудиной, небольшое учащение пульса, в ряде случаев — повышение артериального давления. Со стороны органов дыхания — затруднение дыхания, экспираторная одышка — бронхоспазм, снижение жизненной ёмкости лёгких. Желудочно-кишечная форма проявляется тошнотой, слюнотечением, болями по всему животу (спазм кишечника). Существенных изменений крови при лёгком отравлении нет, иногда наблюдается кратковременный лейкоцитоз. Снижение активности холинэстеразы составляет 30-50 % от исходного уровня.
При отравлениях средней степени тяжести появляется бронхоспастический криз, напоминающий приступы удушья при бронхиальной астме. Приступы рецидивируют через 10-15 мин, в межприступном периоде дыхание затруднено. Чувство страха, раздражительность, эмоциональная лабильность нарушает восприятие окружающей обстановки. Умеренные явления токсической нефропатии. Другие симптомы: обильное слюнотечение, усиленная секреция бронхиальных, потовых желёз, повышенное артериальное давление, рвота, понос, схваткообразные боли в животе. Наблюдаются фибриллярные подёргивания мышц. Зрачки резко сужены. В крови нейтрофильный лейкоцитоз со сдвигом влево, снижение активности холинэстеразы на 50-70 % от исходного уровня.
При отравлении тяжёлой степени наблюдается молниеносное и острое развитие патологического состояния. Миоз наступает в течение одной минуты (в терминальном периоде зрачки могут расширяться). Кожа белая, влажная. В течение 2-4 минут после отравления начинают периодически возникать приступы удушья, приводящие к нарушению дыхания. Отмечается артериальная гипотензия и брадикардия. В течение 5-7 минут появляются клонико-тонические судороги и мышечные подёргивания отдельных мышечных групп. Изо рта и носа выделяется пенистая жидкость, наблюдаются непроизвольное мочеиспускание и дефекация. В крови значительный лейкоцитоз, угнетение активности холинэстеразы на 70-80 % от исходного уровня. В течение десяти минут — кома с арефлексией и адинамией. Смерть наступает в результате асфиксии — следствия паралича дыхательной мускулатуры — или паралича сосудодвигательного центра и остановки сердца в течение 10-15 минут.

## Терапия
Экстренная помощь поражённым нервно-паралитическими отравляющими веществами проводится на двух направлениях: прекращение поступления НПОВ в организм и комплексная антидотная терапия.

### Выведение НПОВ из организма
Если НПОВ попало в организм ингаляционным путём, то на поражённого надевается противогаз. В случае попадания вещества на кожу или видимые слизистые оболочки, оно смывается водой, открытые участки тела обрабатываются жидкостью из ИПП-8 и промываются щелочными растворами. Опоздание с данными мероприятиями на 3 минуты приводит к гибели 30 % поражённых, на 5 минут — 50 %, при задержке на 10 минут погибает 100 % поражённых.
Для удаления ОВ из желудочно-кишечного тракта проводится промывание желудка через зонд, даётся слабительное, назначается высокая сифонная клизма. Желудок промывается 10-15 литрами холодной воды (12-15°С) с последующим введением внутрь через зонд вазелинового масла или разведённого в воде сульфата магния. Промывание желудка возможно с активированным углём вместе с водой в виде жидкой взвеси. В дальнейшем промывание желудка и сифонные клизмы проводят ежедневно до ликвидации мускариноподобного и никотиноподобного действия вещества. Для удаления вещества из кровяного русла и выведения с мочой растворимых продуктов гидролиза ФОВ применяется форсированный диурез. Для экстренного очищения крови от ФОВ и продуктов их распада эффективны также хирургические методы детоксикации: гемосорбция, гемодиализ, перитонеальный диализ.

### Антидотная терапия
Комплексная антидотная терапия при поражении ФОВ основана с одной стороны на блокировании холинорецепторов и создании препятствия для токсического действия эндогенного ацетилхолина; с другой — на восстановлении активности холинэстеразы с целью нормализации обмена ацетилхолина. Таким образом, антидоты нервно-паралитических отравляющих веществ принадлежат к двум группам: холинолитики и реактиваторы холинэстеразы.
Холинолитическими средствами называют вещества, предотвращающие или прекращающие взаимодействие ацетилхолина с холинореактивными системами. Введение холинолитиков значительно смягчает отравление: дыхание становится ровным, исчезают явления бронхоспазма, бронхореи, гиперсаливации, устраняется гипоксия. Из группы холинолитиков общепризнанным противоядием при поражении ФОВ является атропин.
Параллельно с атропинизацией поражённым в течение первых суток с момента отравления вводятся реактиваторы холинэстеразы. Они способствуют восстановлению активности холинэстеразы, оказывая антидотное действие. На первой стадии отравления используется дипироксим. При выраженных нарушениях психической активности (заторможенность, коматозное состояние) дополнительно вводится препарат центрального действия — изонитрозин. Изонитрозин вводят внутривенно или внутримышечно, при необходимости через 30-40 минут инъекции повторяют. На третьей стадии отравления необходимо сочетанное применение дипироксима с изонитрозином.

## Запрещение и уничтожение
Химическое оружие было запрещено к разработке, производству, накоплению и применению парижской Конвенцией о запрещении химического оружия (КХО) от 13 января 1993 года. Россия и США (обладатели почти 100 % накопленных в мире нервно-паралитических отравляющих веществ) подписали её в тот же день. Действие конвенции распространяется на три категории НПОВ:
- O-алкилl (с количеством атомов углерода в углеродной цепи не более десяти, включая циклоаклилы) алкил (Me, Et, n-Pr или i-Pr)-фосфонофториды;
- O-алкил (с количеством атомов углерода в углеродной цепи не более десяти, включая циклоалкилы) N,N-диалкил (Me, Et, n-Pr или i-Pr) фосфорамидоцианиды;
- O-алкил (с содержанием атомов водорода или с количеством атомов углерода в углеродной цепи не более десяти, включая циклоалкилы) S-2-диалкил (Me, Et, n-Pr или i-Pr)-аминоэтил алкил (Me, Et, n-Pr или i-Pr) фосфонотиоляты;

а также на O,O-Диэтил S-(2-(диэтиламино)этил)фосфоротиолят («амитон») и все их прекурсоры.
В России уничтожение химического оружия велось на семи объектах, в том числе НПОВ — на Марадыковском арсенале и на Леонидовском заводе УХО в Пензенской области. По состоянию на август 2012 года уничтожено 65 % запасов. В 2017 году уничтожение химического оружия в России — по отчетам властей — было полностью завершено. Поскольку, в дальнейшем, были зафиксированы отравления политических и экономических деятелей химическими средствами типа «Новичок» (отравление Сергея и Юлии Скрипаль, отравление Алексея Навального), утверждение о полном уничтожении химического оружия в России выглядит сомнительным.
Утилизация НПОВ ведётся преимущественно методом щелочного гидролиза с применением гидроксида натрия, при этом разрушается либо связь атомов фосфора и серы, либо фосфора и кислорода. Например:

## Классификация
К нервно-паралитическим относят отравляющие вещества двух классов: G-серии и V-серии (G — от German (рус. Немецкий), V — от Venomous рус. Ядовитый). Американское обозначение этих БОВ двузначным буквенным шифром стало общеупотребительным.
| Буквенный шифр | Брутто-формула и структура молекулы                             | ЛД50, мг/л              | ЛД50, мг/л | ЛД50, мг/л  | Летучесть, мг/л | Растворимость в воде | Примечания          |
| Буквенный шифр | Брутто-формула и структура молекулы                             | Ингаляционно (мг/л*мин) | Перорально | Накожно     | Летучесть, мг/л | Растворимость в воде | Примечания          |
| G-серия        | G-серия                                                         | G-серия                 | G-серия    | G-серия     | G-серия         | G-серия              | G-серия             |
| -------------- | --------------------------------------------------------------- | ----------------------- | ---------- | ----------- | --------------- | -------------------- | ------------------- |
| GA             | C5H11N2O2P Архивная копия от 1 июля 2019 на Wayback Machine     | 0,4                     | 5          | 14          | 0,46            | 12 %                 | [ 12 ] [ 13 ]       |
| GB             | C4H10FO2P Архивная копия от 22 марта 2007 на Wayback Machine    | 0,0005                  | 0,14       | 24          | 11,3            | 100 %                | [ 7 ] [ 13 ] [ 14 ] |
| GD             | C7H16FO2P Архивная копия от 1 июля 2019 на Wayback Machine      | 0,0005                  | 0,03       | 1,4         | 3               | 1,5 %                | [ 7 ] [ 13 ] [ 15 ] |
| GF             | C7H14FO2P Архивная копия от 23 июня 2019 на Wayback Machine     | н/д                     | н/д        | 0,35        | н/д             | Нерастворим          |                     |
| GV             | C6H16FO2P Архивная копия от 1 июля 2019 на Wayback Machine      | н/д                     | н/д        | н/д         | н/д             | н/д                  |                     |
| GE             | C3H8FN2O2P Архивная копия от 4 августа 2014 на Wayback Machine  | н/д                     | н/д        | н/д         | н/д             | н/д                  |                     |
| V-серия        |                                                                 |                         |            |             |                 |                      |                     |
| VG             | C10H24NO3PS Архивная копия от 2 июля 2019 на Wayback Machine    | н/д                     | н/д        | н/д         | н/д             | 100 %                | [ 16 ]              |
| VE             | C10H24NO2PS Архивная копия от 1 июля 2019 на Wayback Machine    | н/д                     | н/д        | н/д         | н/д             | н/д                  |                     |
| VP             | C15H24NO3P (недоступная ссылка)                                 | н/д                     | н/д        | н/д         | н/д             | н/д                  |                     |
| VM             | C9H22NO2PS Архивная копия от 2 июля 2019 на Wayback Machine     | н/д                     | н/д        | н/д         | н/д             | н/д                  |                     |
| VS             | C12H28NO2PS (недоступная ссылка)                                | н/д                     | н/д        | н/д         | н/д             | н/д                  |                     |
| VX             | C11H26NO2PS Архивная копия от 2 августа 2014 на Wayback Machine | 0,0001                  | 0,04       | 0,050-0,070 | 0,0105          | 5 %                  | [ 13 ] [ 17 ]       |
| VR             | C11H26NO2PS Архивная копия от 5 мая 2018 на Wayback Machine     | >0,00015                | 0,1        | н/д         | н/д             | н/д                  | [ 3 ] [ 13 ]        |
| EA-3148        | C12H26NO2PS Архивная копия от 1 июля 2019 на Wayback Machine    | н/д                     | н/д        | н/д         | н/д             | н/д                  |                     |